# Парлор, Рэй
Рэ́ймонд Па́рлор (англ. Raymond Parlour; род. 7 марта 1973[…], Ромфорд, Большой Лондон) — известный в прошлом английский футболист. Большую часть карьеры провёл в «Арсенале». Играл также в «Мидлсбро» и «Халл Сити».
Играя в «Арсенале», получил прозвище «Ромфордский Пеле», хотя прозвище было дано со значительной долей иронии.

## Футбольная карьера
Рэй Парлор наиболее известен выступлениями за «Арсенал», в котором он играл на протяжении 14 лет. Парлор начал свою карьеру в молодёжном составе «Арсенала» в 1989 году. Он дебютировал за основной состав «Арсенала» в матче против «Ливерпуля» 29 января 1992 года, который канониры проиграли со счётом 2:0. Парлор оставался игроком запаса «Арсенала» ещё несколько лет, сумев окончательно закрепиться в основном составе лишь по приходе в клуб Арсена Венгера в 1996 году. Играя на позиции правого или центрального полузащитника, он стал поистине незаменимым игроком для клуба. В сезоне 1997/98 забил 6 мячей, больше, чем за предыдущие пять лет.
В 1999 году Парлор был вызван в сборную Англии для участия в отборочных матчах для чемпионата Европы 2000 года. Он сыграл в сборной 10 матчей и не забил ни одного гола, а затем травма колена помешала ему продолжить карьеру за сборную. Пришедший в сборную Англии в 2001 году Свен Горан Эрикссон не видел места для Парлора в составе команды.
В 2004 году Рэй Парлор завершил свою карьеру в «Арсенале», в составе которого он в общей сложности трижды становился чемпионом Англии, четырежды обладателем Кубка Англии, а также завоевал один Кубок лиги и один европейский Кубок обладателей кубков, сыграв за клуб 464 игры и забив 32 гола во всех соревнованиях.
По опросу, проведённому в 2008 году среди пользователей официального сайта «Арсенала», Рэй Парлор занял 19-ю позицию в списке Gunners' Greatest 50 Players (с англ. — «50 величайших игроков канониров»).
Летом 2004 года Парлор перешёл в «Мидлсбро», оставшись по-прежнему одним из любимцев болельщиков в «Арсенале». За два с половиной года он сыграл за «Мидлсбро» 60 игр и находился на скамейке запасных в финальном матче Кубка УЕФА 2006, в котором «Мидлсбро» проиграл «Севилье» со счётом 4:0. Контракт Парлора с «Мидлсбро» был расторгнут 25 января 2007 года, и некоторое время, с тем чтобы поддержать свою физическую форму, футболист тренировался со своим старым клубом «Арсенал».
9 февраля 2007 года Парлор подписал краткосрочный контракт с клубом «Халл Сити» до конца сезона 2006/07, чтобы помочь клубу удержаться в лиге. По окончании сезона клуб не предложил футболисту заключить новый контракт, и Парлор завершил карьеру игрока.

## Достижения
Арсенал
- Английская Премьер-лига: 1998, 2002, 2004
- Кубок Англии по футболу: 1993, 1998, 2002, 2003
- Финалист Кубка Англии по футболу: 2001
- Кубок Футбольной лиги: 1993
- Кубок обладателей кубков УЕФА: 1994
- Финалист Кубка обладателей кубков УЕФА: 1995
- Финалист Кубка УЕФА: 2000

Мидлсбро
- Финалист Кубка УЕФА: 2006

Сборная Англии (до 21)
- Победитель Toulon Tournament: 1994

## Публичная жизнь
По окончании карьеры футболиста Рэй Парлор выступал в роли футбольного эксперта в телекомпании Setanta Sports, а также в эфире английских радиостанций BBC Radio 5 Live и Talksport.
В 2019 и 2020 годах Парлор принимал участие в телешоу Harry's Heroes.

## Личная жизнь
Рэй Парлор женился на своей подруге Карен в 1998 году. К тому моменту, как они стали жить отдельно в 2001 году, они уже имели троих детей. В июле 2004 года они договорились о разводе, по результатам которого Карен требовала два дома и 250 000 фунтов в год, но вопрос об алиментах так и не был согласован. Рэй же предложил Карен 120 000 фунтов на том основании, что это позволит удовлетворить все её потребности и их детей, однако же желания его жены были бо́льшими. Поэтому произошло судебное разбирательство, по результатам которого суд присудил ей 212 500 фунтов в год, но обе стороны были не удовлетворены этим и были поданы апелляции. Апелляционный суд присудил Рэю алименты в размере 440 000 фунтов в год на протяжении 5 лет. Этот процесс вызвал широкий резонанс в средствах массовой информации.
В начале 2000-х годов Рэй Парлор увлёкся игрой в покер и в 2006 году принял участие в профессиональном турнире 888 UK Poker Open.